# Gandharva
Gandharva (sanskrtsko गन्धर्व, dob. 'glasbenik') je član razreda nebesnih bitij v dharmičnih religijah, kot so hinduizem, budizem in džainizem, katerih moški so božanski izvajalci, kot so glasbeniki in pevci, ženske pa božanske plesalke. V hinduizmu veljajo za nebeške polbogove, ki služijo kot glasbeniki dev.
Je tudi izraz za izkušene pevce v indijski klasični glasbi.
Gandharve so bile povezane z zgodovinsko regijo Gandhara.
V budizmu se ta izraz nanaša tudi na bitje v vmesnem stanju (med smrtjo in ponovnim rojstvom).
Po njih glasbeni nauk imenujejo gandharvaveda. Z apsarami, ki so njihove partnerke živijo v nebesih Indre. Njihov vodja pa je modrec Narada. Upodobljeni so kot pol ljudje, pol ptiči, pogosto z glasbilom vino v roki.
Pri budistih so Gandharve polbožja bitja, nebesni glasbeniki, ki prebivajo v nebu Čhatumaharadžika in so podrejeni Dhritarašti.